# Große Flut von 1862

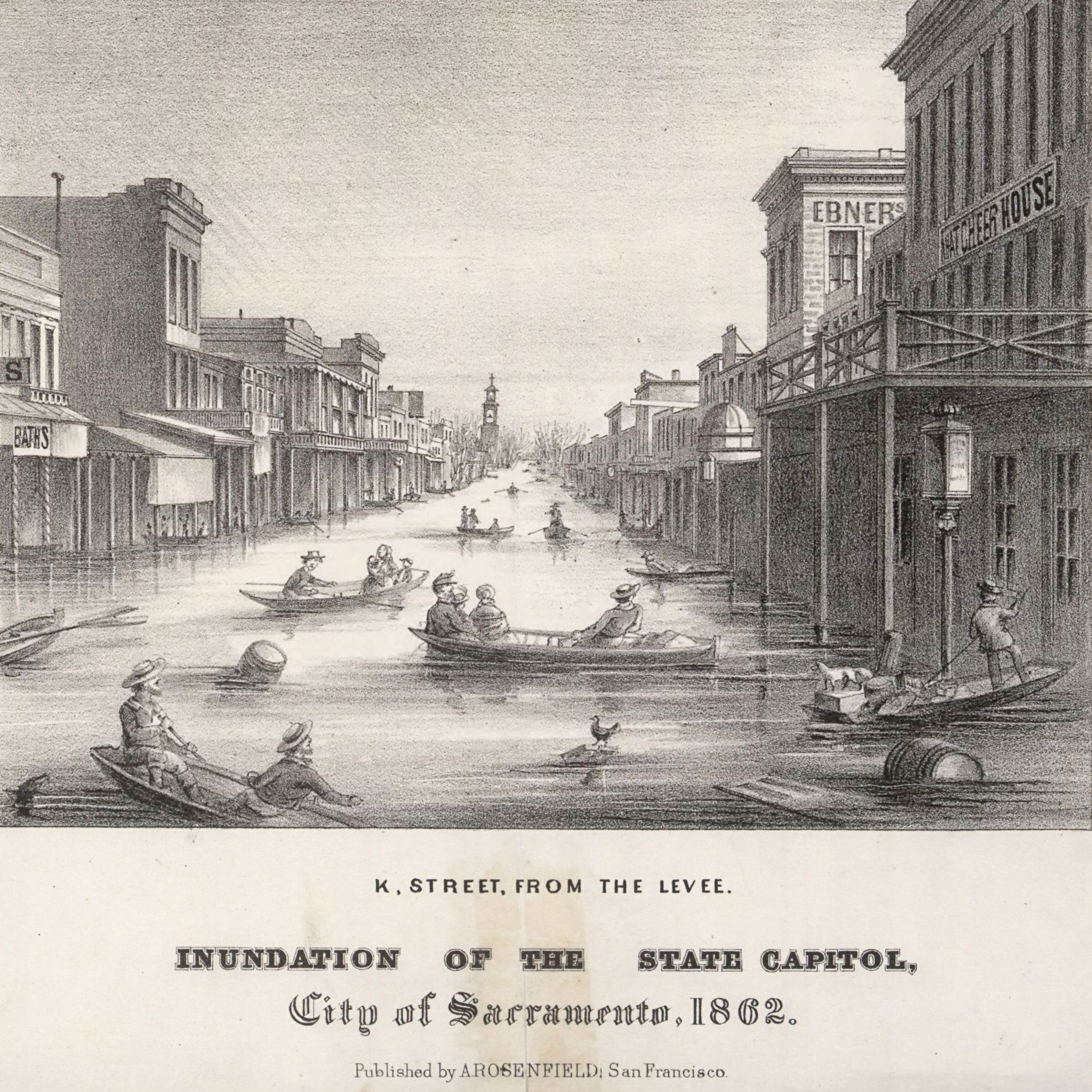
Sacramento während der Großen Flut des Jahres 1862: Boote auf der K Street (zeitgenössische Lithografie)

Die Große Flut von 1862 (engl. Great Flood of 1862) war eine Flutkatastrophe im Pazifischen Nordwesten der Vereinigten Staaten, bei der zwischen Dezember 1861 und Januar 1862 Teile Kaliforniens, Oregons, Nevadas und angrenzender Bundesstaaten überschwemmt wurden. Wissenschaftler führen das Hochwasserereignis inzwischen auf eine Reihe von atmosphärischen Flüssen zurück, die über einen Zeitraum von rund 40 Tagen starke Regenfälle auslösten. Die Überschwemmungen in Sacramento waren so heftig, dass Augenzeugen vom „Sacramento See“ (engl. Lake Sacramento) sprachen und der Sitz der Hauptstadt Kaliforniens zwischenzeitlich nach San Francisco verlegt werden musste. An manchen Stellen des Kalifornischen Längstals erreichte der Wasserstand eine Tiefe von 30 Fuß (9 Meter), so dass die erst kurz zuvor eingerichtete Telegrafenverbindung zwischen San Francisco und New York zusammenbrach. Der Verlust von etwa einem Viertel des auf 800.000 Stück geschätzten Viehbestandes führte zu einem Ende der gesellschaftlichen Dominanz von Ranchos in Kalifornien. Heute gilt die Flut des Jahres 1862 als das größte Überschwemmungsereignis seit Menschengedenken in der Geschichte des Amerikanischen Westens. In neuerer Zeit wird die Katastrophe im Arkstorm-Szenario des United States Geological Survey verarbeitet.

### Darstellungen
- B. Lynn Ingram: California Megaflood: Lessons from a Forgotten Catastrophe, in: Scientific American vom 1. Januar 2013
- Leon Hunsaker / Claude Curran: “LAKE SACRAMENTO” – Can It Happen Again?, Grants Pass, OR, 2005